# モネ・プラン

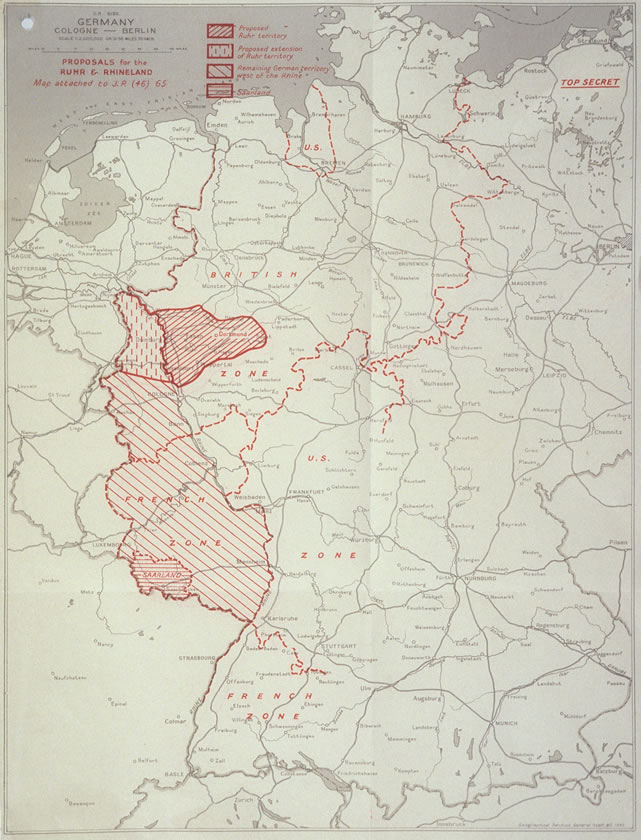
フランスの提案に関する英国の地図（1946年4月作成）。ルール地域はラインラントの一部と合わせてオランダ国境にまで拡張され、新領土はドイツから分離されるものとした。

モネ・プラン（Monnet plan）は、第二次世界大戦後にフランスの政治家ジャン・モネによって提案された、フランス再建計画である。ドイツの石炭・鉄鋼産出地域であるルール地域とザールに対する支配権をフランスに与え、これらの資源を活用してフランスの工業生産を戦前に比べて150%にまで引き上げることを提案した。1946年初頭にシャルル・ド・ゴールによって採用されたこの計画は、ドイツの工業生産能力を恒久的に制限すると共に、ドイツの資源を欧州復興のために活用することを確実にするというものであった。

## 背景
初期のフランスの諸計画は、ドイツを弱く保ち、ドイツ経済を犠牲にしてフランス経済を強化することを意図していた。フランスの外交政策の狙いは、ドイツの重工業を解体し、石炭の豊富なルール地域とラインラントをフランスの管理下に置くか、または最低でも国際管理下に置き、更に石炭の豊富なザールラントを鉄の豊富なロレーヌ地域（同地域は1944年にドイツ領からフランス領へと戻っていた）に編入することにあった。米国の外交官らは、このことがドイツ経済に及ぼす壊滅的影響についてフランスに指摘したが、フランスは、ドイツ人は必然的に生ずる外貨不足に対処すべく"必要な調整を行う"必要があると示唆するばかりであった。

## 5ヶ年計画
「モネ・プラン」は事実上、近代化と設備のための第1次5ヶ年計画であり、フランスを欧州最大の鉄鋼生産地とするというそれまでの諸計画を大いに取り入れた国家経済再建計画であった。モネの狙いは、フランス経済を近代化させ、特にドイツの輸出に対する国際競争力を持たせることにあった。計画遂行のため、彼は総合計画局を組織し、フランスの政府機構に定着させた。ドイツは計画遂行に不可欠な道具と見做された。鉄鋼を年間15万トン増産するという鉄鋼生産計画は、旧ドイツの鉄鋼輸出に取って代わり、ドイツの石炭とコークスの輸入を増やして初めて達成できるものであり、こうしたドイツ資源の支配が不可欠であった。
従って、ライン川東岸のドイツ炭田地域に関する1945年後半以降のフランスの諸提案は、同地域を独自の通貨や関税を有する国際国家に変え、米仏を含む国際機関がこれを監督するというものであった。こうした提案の根拠の一部は、1946年にフランス外務省当局者から米国に対し、次のように説明された。「軍事的安全保障のため、我々はルールに不利益が及ぼうともフランスの鉄鋼生産を向上させたいのだ」。
英米両国は概して、フランスの要求を渋々黙認した。ソ連の影響力増大を懸念したためであった。
モネの回想録は、米国中枢が欧州統合を目指していると彼が認識する1948年4月以前に欧州統合への関心が存在したという、確かな証拠を示していない。後に彼はシューマンへの書簡にてこう書いている。現在の危機を除去する方法はただ1つである。「西欧連邦 (federation of the west) の創造を通じてのみ可能なのだ」と。

## ザール地域

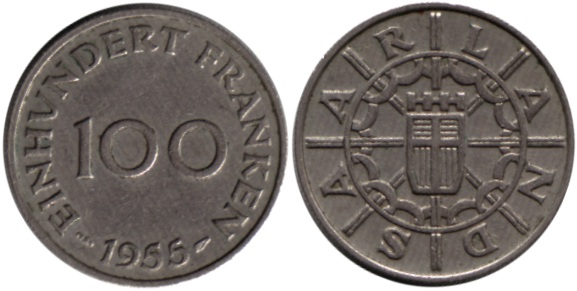
100ザール・フランケン硬貨

フランスは1947年に石炭の豊富なザール地域をドイツから分離し、保護領としてフランスの経済的支配下に置いた。同地域は1957年1月1日にドイツ管理下に復したが、フランスは炭鉱採掘権を1981年まで保持した。
ザール地域は保護領としてフランスに経済統合され、名目上は政治的に独立したものの、安全保障及び外交に関する政策はフランスが決定した。更にフランスは、高等弁務官のザールにおける広汎な権力を維持した。ザールのドイツ復帰を主張する政党は、ザール政府の民主的合法性を西ドイツが認めていなかったために禁止された。ザールラントの今後に関する独仏間の係争継続を背景として、危機を孕んだ問題の解決策を見出す努力が西欧諸国によってなされた。国際的圧力が増す中、フランスは遂に妥協することで合意した。ザール地域は、西欧同盟の枠内で欧州化されることになった。仏独はパリ協定にて、ドイツとの平和条約が調印されるまでは、西欧同盟の閣僚理事会に責任を負う欧州委員会委員長が監修する「法律」の下でザール地域を統治することで合意した。だがザールラントは、フランスとの経済同盟を維持せねばならなかった。
西ドイツが法律を承認したにも拘らず、発効に必要とされたザールラントの住民投票が1955年に行われた際、67.7%の住民が法律に反対した。フランスは住民投票前、法律への「ノー」は単にフランスによるザールラント支配の継続を招くに過ぎないと主張したが、それにも拘らず、西ドイツとの統一に繋がる法律への「ノー」を唱える運動組織の主張は正しいことが判明した。ザールラントは1957年1月1日に西ドイツとの政治的再統合を果たしたが、経済的再統合には更に多くの歳月を要したのである。フランスはザール復帰に同意する見返りを要求し、以下の譲歩を得た。
- フランスは1981年までヴァルント（ドイツ語版）の炭鉱から石炭を採掘することが認められた。
- ドイツではモーゼル川の導水に同意せねばならなかった。これにより、ロレーヌの鉄鋼業界におけるフランスの輸送費は節減された。
- ドイツは、ザールラントの学校において第1外国語としてフランス語を教えることに合意せねばならなかった。この合意は、拘束力が失われた現在も継続している[5][6]。

同地のフランス化に向けたフランスの努力は、東欧諸地域の追放ドイツ人や東欧以外のドイツ人集落からの難民を西側占領地が受け入れないという結果も招いた。フランスは、同地域におけるドイツ語圏人口の増加を望んでいなかったのである。

## ルール地域

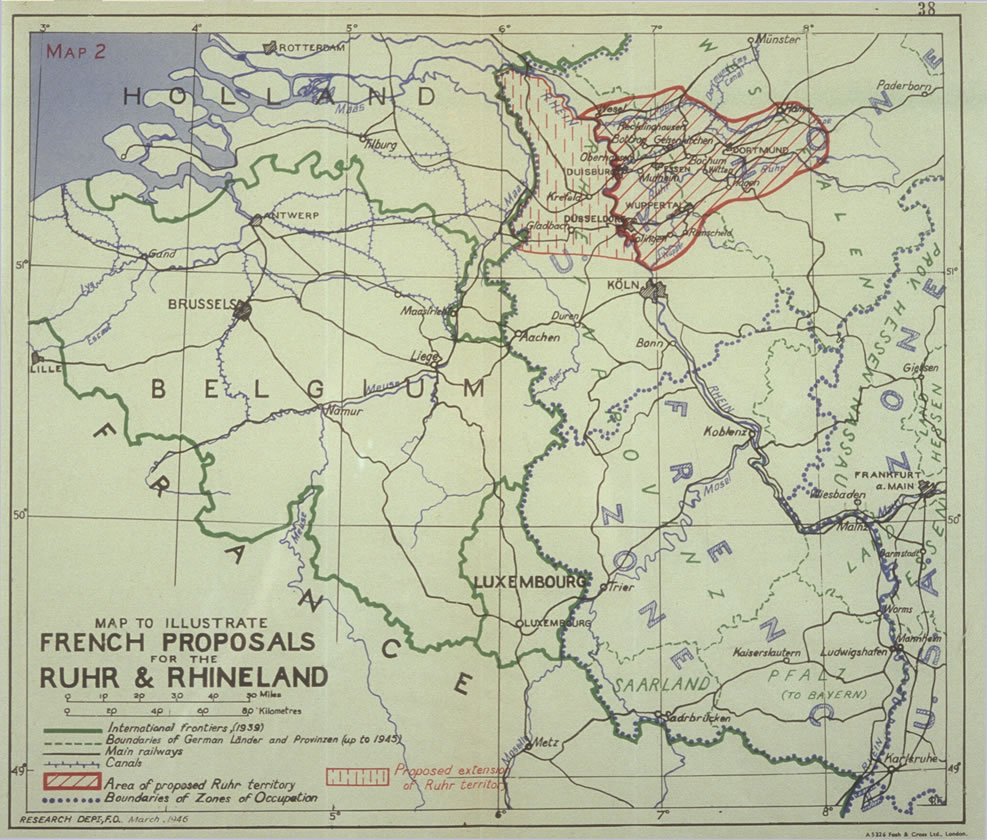
ルール地域をドイツから分離するというフランスの提案について示した地図

1946年9月に米国政府は、「ドイツ政策の見直し」（いわゆるシュトゥットガルト演説）の中で次のように述べた。米国政府はザールラントに関するフランスの主張を受け入れるが、「米国は、ドイツ領であることが疑いない地域の侵犯を支持しないし、地域住民の意に反するドイツ分割も支持しない。米国の知る限り、ルール地域及びラインラントの人々はドイツ領であり続けることを願っている。米国には、彼らの願望に反対する気はない」と。
当時の米国は、西ドイツが共産主義陣営に入ることへの懸念を募らせており、その意味でルールをドイツから分離するのは危険だと考えられていた。
しかし1949年に、ドイツ連邦共和国樹立の前提としてルール協定が（西）ドイツに課された。石炭と鉄鋼の生産・流通（即ち、どの程度の石炭と鉄鋼をドイツ国民自身が得られるのか）を統制することにより、ルール国際機関 (International Authority for the Ruhr, IAR) が西ドイツ経済を事実上統制したため、ドイツ国民の多くは不安を覚えた。だがペータースベルク協定後、ルール国際機関への代表団派遣がドイツに許された。
1951年の西ドイツ協定によって、1952年の欧州石炭鉄鋼共同体加盟とIARによる制限解除が決定し、また、フランスのルール炭利用権を継続させてフランスの安全保障を確保することにより、IARの役割は欧州石炭鉄鋼共同体に継承された。